# Nattskärrelöss
Nattskärrelöss (Mulcticola) är ett släkte av insekter som beskrevs av Clay och Richard Meinertzhagen 1938. Nattskärrelöss ingår i familjen fjäderlöss.
Släktet innehåller bara arten Mulcticola hypoleucos.